# Oxyrhachis brevicornuta
Oxyrhachis brevicornuta är en insektsart som beskrevs av Ananthasubramanian och Taracad Narayanan Ananthakrishnan 1975. Oxyrhachis brevicornuta ingår i släktet Oxyrhachis och familjen hornstritar. Inga underarter finns listade i Catalogue of Life.